# Вера-Крус-ду-Уэсти
Вера-Крус-ду-Уэсти (порт. Vera Cruz do Oeste) — муниципалитет в Бразилии, входит в штат Парана. Составная часть мезорегиона Запад штата Парана. Входит в экономико-статистический микрорегион Фос-ду-Игуасу. Население составляет 8380 человек на 2006 год. Занимает площадь 327,084 км². Плотность населения — 25,6 чел./км².
Праздник города — 25 ноября.

## Статистика
- Валовой внутренний продукт на 2003 год составляет 95 614 017,00 реалов (данные: Бразильский институт географии и статистики).
- Валовой внутренний продукт на душу населения на 2003 год составляет 10 667,64 реалов (данные: Бразильский институт географии и статистики).
- Индекс развития человеческого потенциала на 2000 год составляет 0,737 (данные: Программа развития ООН).